# Luperodes pustulatus
Luperodes pustulatus es una especie de insecto coleóptero de la familia Chrysomelidae.
Fue descrita científicamente en 1923 por Bowditch.